# Bernard Ier de Nîmes
Pour les articles homonymes, voir Bernard Ier.
Bernard Ier est un prélat du Haut Moyen Âge, vingtième évêque connu de Nîmes en 943.